# 張建成石刻墓坊
張建成石刻墓坊位於四川省萬源縣柳河鄉，文物遺址年代判定為民國。1991年4月16日公佈為四川省第三批文物保護單位。